# Mur fronterer EUA-Mèxic

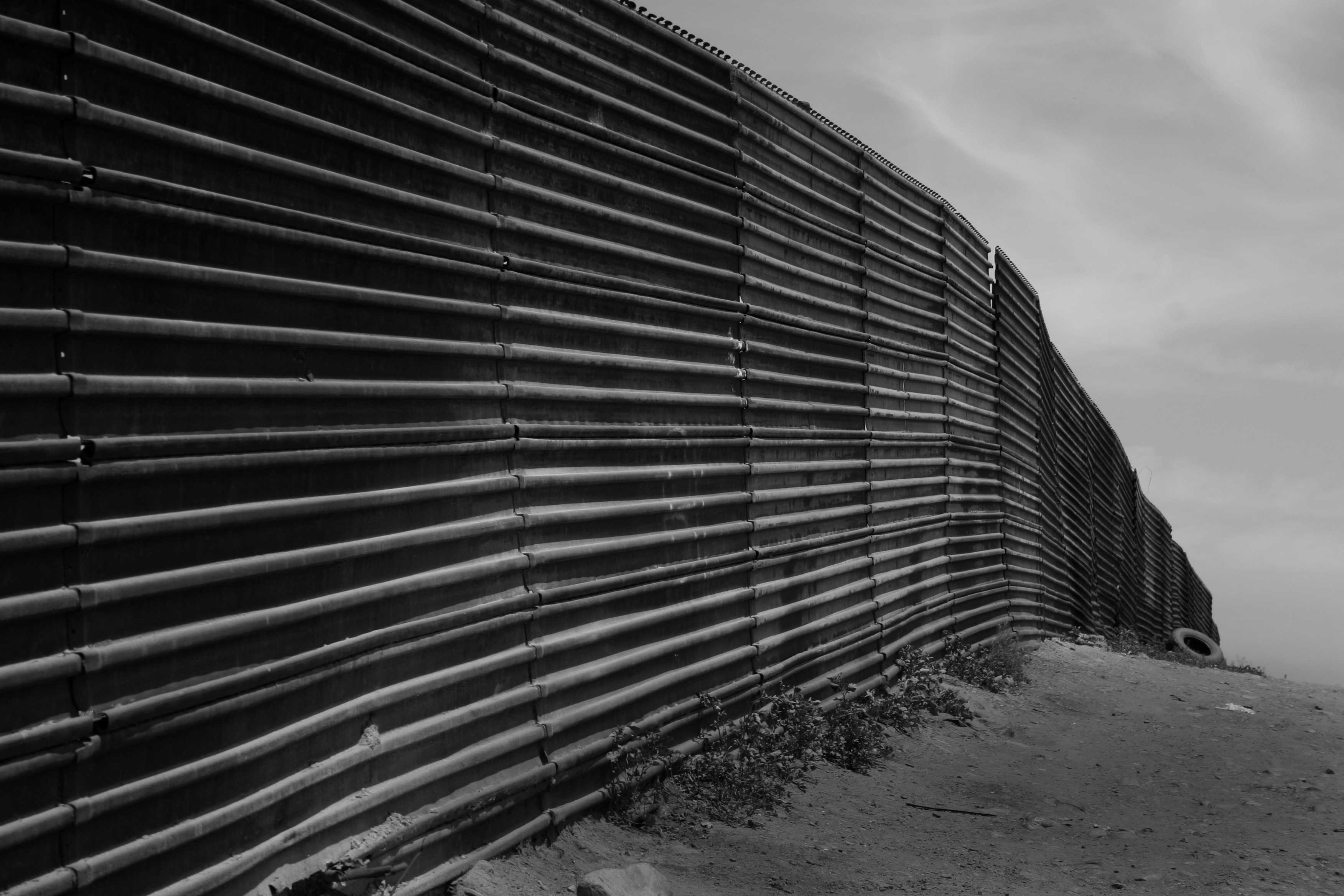
Mur fronterer a Tijuana

El mur fronterer EUA-Mèxic està fixat en algunes àrees de la frontera entre ambdós països per diferents murs dissenyats per prevenir l'entrada gratuïta i il·legal de persones a través de la frontera entre ambdós països; aquests murs van ser construïts al llarg de 3 grans "operacions" per frenar el transport il·legal de narcòtics i tràfic il·legal d'immigrants: Operation Gatekeeper a Califòrnia, Operation Hold-the-Line a Texas i Operation Safeguard a Arizona. Aquestes tanques estan ubicades estratègicament al llarg de la divisió EUA-Mèxic per reduir i frenar el creixent nombre de desplaçaments il·legals entre la frontera.

## Informació de la frontera

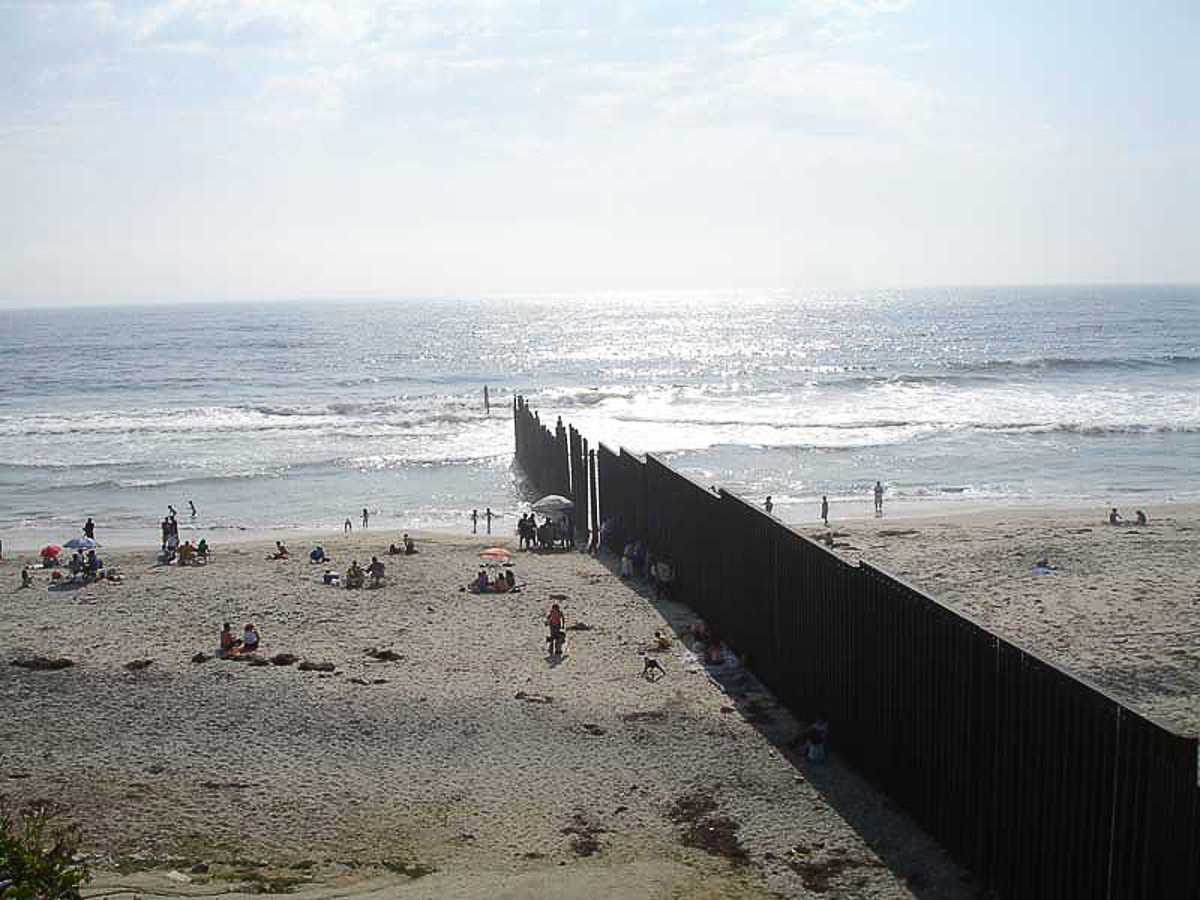
Mur fronterer a la platja, Tijuana

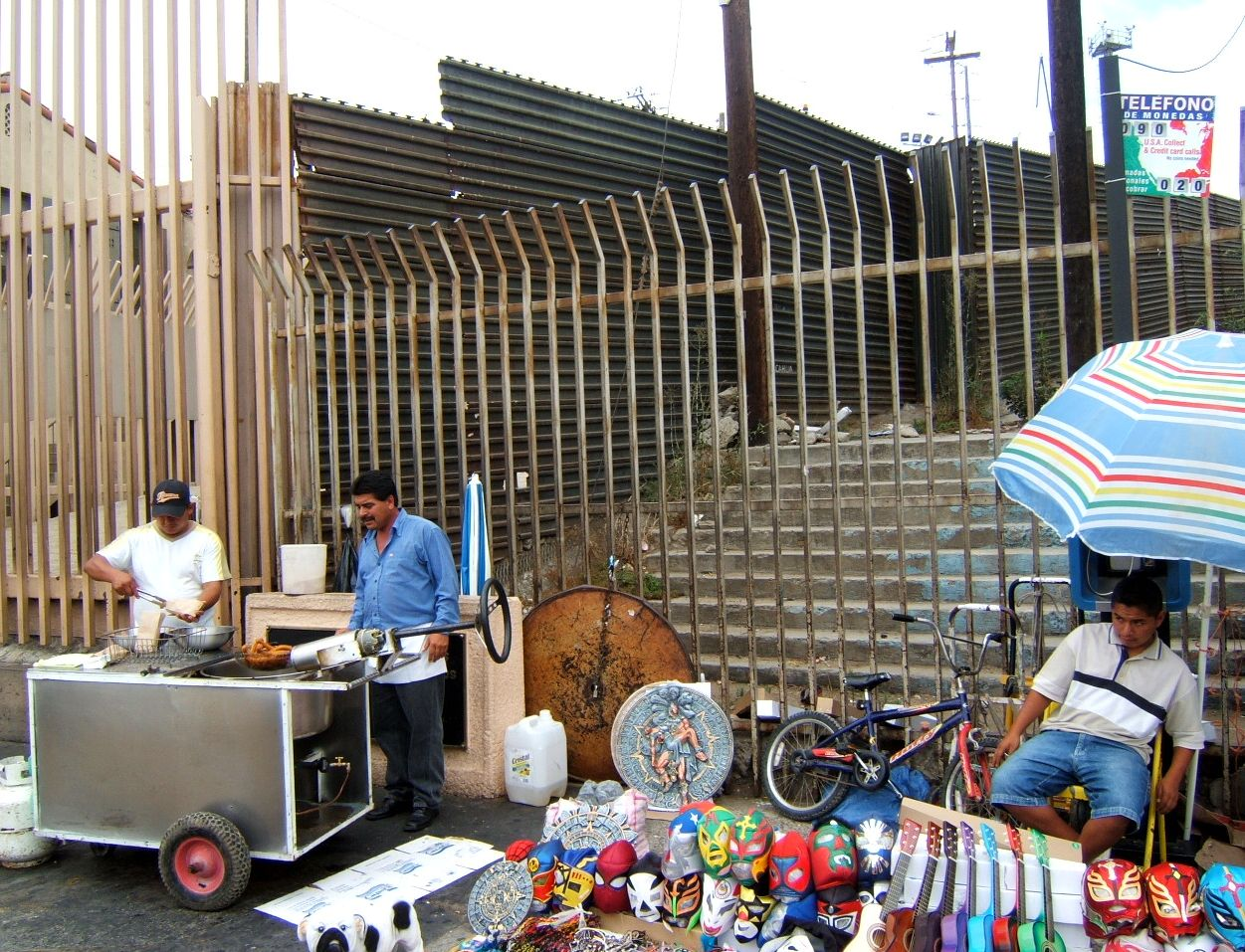
Venedors al costat d'un mur fronterer a Tijuana

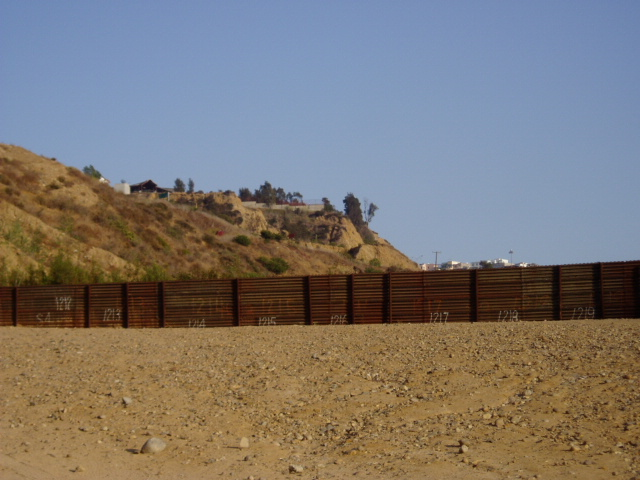
Mur fronterer a San Diego, Califòrnia

El primer pont internacional va ser el pont internacional de Brownsville (Texas) i Matamoros, construït el 1910. La primera barrera construïda pels EUA (una tanca de filferro de pues per evitar el moviment del bestiar a través de la frontera entre els Estats Units i Mèxic) es va construir a Nogales (Arizona) entre 1909 i 1911, i es va ampliar el 1929. La primera barrera construïda per Mèxic va ser probablement una tanca de filferro de 1,8 m d'alçada construïda el 1918 explícitament amb el propòsit de dirigir el flux de persones, també a Nogales (Sonora). Les barreres es van ampliar en les dècades següents i es van convertir en una característica comuna a les ciutats frontereres a la dècada de 1920. A la dècada de 1940, el Servei d'Immigració i Naturalització dels Estats Units va construir barreres de cadena al llarg de la frontera.
Els murs s'han ubicat a les zones urbanes (San Diego, Califòrnia i El Paso, Texas on el passat hi havia un nombre més gran d'il·legals creuant-la. Degut a l'efectivitat d'aquestes, s'han incrementat el nombre d'il·legals creuant per la zona del Desert de Sonora i les Baboquivari Mountain d'Arizona, amb el que han de creuar 50 milles (80 km) de zona solitària per arribar a la primera carretera.
Unes 5.000 persones han perdut la vida intentant travessar la frontera en els últims 30 anys, d'acord amb l'escrit de la Comissió Nacional dels Drets Humans de Mèxic, signada també per la American Civil Liberties Union. Entre l'1 d'octubre del 2003 fins al 30 d'abril del 2004, 660.390 persones han estat detingudes per la Patrulla Fronterera dels Estats Units (US Border Patrol en anglès) intentant creuar-la de forma no legal; entre 43 i 61 han mort intentant creuar-la pel Desert de Sonora. En Octubre del 2004, la policia fronterera comunica que 325 persones van morir en travessar la frontera els 12 mesos anteriors; entre 1998 i 2004, oficialment 1.954 morts van ser reportats.

## Possible expansió
El congressista Duncan Hunter (Republicà per Califòrnia) i director del House Armed Services Commitee ha proposat el 3 de novembre del 2005 la construcció d'un reforç a tota la frontera. Això inclouria una zona de 100 iardes dins de la zona EUA. El 15 de desembre sota la H.R.4437 Hunter aconsegueix que se s'aprovi el pla, que inclou un mandat d'emmurallar al llarg de 698 milles (1.123 km) de la frontera mexicana. Finalment al 17 de maig del 2006 el Senat aprova amb la S. 2611 el que podria ser 370 milles de triple-muralla i una muralla pels cotxes.
La resolució (H.R, Home Resolution) H.R. 6061 coneguda com a "Secure Fence Act of 2006" va ser presentada el 13 de setembre del 2006; va ser aprovada l'endemà per 238 si i 138 no; 29 de setembre del mateix any el Senat confirma amb 80 si i 19 no l'aprovació d'una possible construcció de 700 milles (1.125 km) de muralles/defenses físiques al llarg de la frontera.
George W. Bush signa en 26 d'octubre la H.R. 6061 que va ser votada i aprovada al 109é Congrés dels Estats Units. La signatura d'aquesta venia justament quan la CNN havia fet una enquesta on deia que en la majoria dels americans preferien més policia de frontera que no pas una muralla de 700 milles.

### Conflictes i possible replantejament
D'una banda sorgeixen problemes com el de no conèixer ben bé on acaba cada país; resulta que existeixen 1,5 milles de mur ubicats en territori mexicà; per resoldre aquest embolic, s'hauran de destinar 3.000.000 de dòlars. I és que l'any 2000 es creia que la milla costaria sobre els 500.000 dòlars; la substitució d'aquest tram estaria al voltant dels 2,5 a 3,5 milions de dòlars.
L'altra són els problemes que comporta la construcció del mur. Un municipi de Texas, Granjeno podria tenir parts d'aquest en "zona de ningú" amb la construcció del mur. I és que el Congrés ja havia autoritzat 1,2 bilions de dòlars per les 700 milles de mur en la zona fronterera -330 milles de muralles virtuals, amb càmeres, sensors sota-terra, radar i altra tecnologia i 370 milles de mur físic-. Sobre unes 70 milles de mur real seran construïdes a la vall del Rio Grande a finals del 2008. Doncs bé, en un mapa obtingut per l'AP es mostren fins a 7 propostes de per on passarà el mur a la vall, incloent-hi una on parteix 35 de les 100 cases del municipi de Granjeno.
Rudy Giuliani, presidencialista republicà, ha proposat el 19 de novembre a Mission, Texas la creació d'un mur "virtual" en comptes d'un mur real; un tema que els habitants del vall del Rio Grande s'hi oposen. Ell diu que és inevitable que en alguns llocs hi hagi un mur físic, però que en d'altres el mur virtual és més valuós perquè avisa la gent que s'aproxima a la frontera.

### Mur de Trump
Durant la seva primera setmana al càrrec Donald Trump va signar l'ordre executiva del reforç de la seguretat fronterera i l'inici del procés de planificació i disseny per a construir un Mur fronterer EUA-Mèxic, el Mur de Trump.
A l'octubre de 2018, l'administració va anunciar la construcció de dues milles de tanques de recanvi fetes de pals d'acer, que va anomenar la primera secció del «mur» de Trump, tot i que a la primeria d'aquell any la Patrulla Fronterera havia dit que el projecte no estava relacionat amb el mur de Trump i havia estat planificat durant molt de temps (data de 2009). El desembre de 2018 i el gener de 2019, Trump va tuitar un disseny d'una tanca d'acer i una imatge d'una tanca, mentre declarava que «el mur s'acosta». El febrer de 2019, Trump va dir que la seva administració s'havia «restringit a renovar» les barreres existents «i que necessitem un nou mur». Al novembre de 2019, l'administració Trump havia substituït al voltant de 78 milles del Mur fronterer EUA-Mèxic al llarg de la frontera; aquestes barreres de substitució no eren murs, sinó tanques fetes de bol·lards. L'administració, al novembre de 2019, va dir que «acabava de començar a obrir camins» per construir noves barreres en zones on no hi havia cap estructura. Al maig del 2020, l'administració Trump havia substituït 172 milles de barreres de disseny en mal estat o obsoletes i havia construït 15 milles de noves barreres frontereres.
El primer dia de la seva presidència, Joe Biden va voler deixar clara la reversió de la política del president Trump aturant el finançament del mur de Trump.

## Oposició al mur
Grups pro-mexicans fincats als Estats Units, així com el govern de Mèxic i altres governs d'Amèrica Llatina s'hi oposen.
L'argument que defensa el govern de Mèxic és que "mesures com les del mur danyen les relacions bilaterals en el seu conjunt, ja que són contràries a l'esperit de cooperació que ha de prevaldre entre ambdós estats per garantir una seguretat fronterera comú; mesures com aquesta creen un clima de tensió entre les comunitats frontereres i generen divergències en comptes de convergències entre ambdós països". També diu que "no es pot solucionar els problemes migratoris construint tanques, no es pot millorar la seguretat construint murs".
L'alcalde de la ciutat de McAllen, Texas ha manifestat també el seu desacord i també el governador de Texas, Rick Perry